# Friedrich Christian Mohrheim
Friedrich Christian Samuel Mohrheim (* 26. April 1719 in Neumark (bei Weimar); † 8. Oktober 1780 in Danzig) war ein deutscher Kapellmeister und Komponist.

## Leben
Friedrich Christian Mohrheim war der Sohn des Kantors Johann Elias Mohrheim. Von 1733 bis 1736 war er Schüler an der Thomasschule zu Leipzig. In dieser Zeit fungierte er (wie viele andere Thomaner) auch als Notenkopist einiger Werke von Johann Sebastian Bach. Nach einer Vermutung des Bachforschers Peter Wollny könnte er auch ein Privatschüler von Bach gewesen sein, wofür es allerdings keinen Beleg gibt. 1738 immatrikulierte er sich an der Universität Jena, im darauffolgenden Jahr wechselte er als Jurastudent an die Universität Halle. Ob und wann er sein Studium abschloss, und ob er als Jurist tätig wurde, ist nicht bekannt. Ab 1747 ist er als Musiker im Konzertleben von Danzig nachweisbar. Von 1750 an war er zunächst als Substitut von Johann Balthasar Christian Freislich, dessen Schwiegersohn er noch im selben Jahr wurde, Kapellmeister an der Marienkirche (Danzig), und folgte ihm nach dessen Tod 1764 im Amt nach. Bedeutend war Mohrheim im aufkommenden bürgerlichen Konzertwesen Danzigs auch als Organisator von Konzerten, die er auch mit eigenen Kompositionen bereicherte, doch gilt dieser Teil seines kompositorischen Schaffens als vollständig verschollen.
Es sind rund hundert Kompositionen von der Hand Mohrheims dokumentiert, von denen ein Großteil heute verschollen oder nur fragmentarisch überliefert sind. In seinen überlieferten Kompositionen verbindet er die Einflüsse seines Lehrers Bach mit dem Tonfall des galanten Stils. Auch stehen viele seiner geistlichen Werke in der Tradition der Mehrchörigkeit, einer Aufführungspraxis, die in der Architektur der Danziger Marienkirche eine günstige Voraussetzung fand.

## Werke
Kantaten:
- Uns ist ein Kind geboren. Kantate zum 1. Weihnachtstag (o. J.) RISM ID: 302000554
- Der Herr ist Gott der uns erleuchtet. Kantate zum Pfingstmontag und zum Michaelisfest (o. J.) RISM ID: 302000560
- Hosianna dem Sohn David. Kantate zum 3. Weihnachtstag (o. J.) RISM ID: 452026044
- Preise Jerusalem den Herrn. Kantate zum Neujahrsfest (1762) RISM ID: 302000553
- Ich weiß dass mein Erlöser lebt. Kantate zum Ostersonntag (1768) RISM ID: 302000555
- Gott fähret auf mit Jauchzen. Kantate zum Christ Himmelfahrt (1768) RISM ID: 302000564
- Der Herr ist mit mir. Kantate zu Mariae Verkündigung (1768) RISM ID: 302000556
- So Licht als Recht so Heil als Friede. Kantate zum Pfingstsonntag (1778) RISM ID: 302000557
- Ehre sei Gott in der Höhe und Friede auf Erden. Kantate zum 1. Weihnachtstag (1778) RISM ID: 302000558

Kasualmusiken:
- Also hat Gott die Welt geliebt. Begräbnismusik für Christoph Ernst Leuschner (1765) RISM ID: 302000563
- Geschöpfe nein ihr seid zu schwach zu klein. Begräbnismusik für Bürgermeister Daniel Gralath (1767) RISM ID: 302000562
- Ich habe einen guten Kampf gekämpfet. Begräbnismusik für Karl Ludwig Ehler (1769) RISM ID: 302000561

Geistliche Arien:
- Tochter des Himmels. RISM ID: 302000559

Instrumentalwerke:
- Das Alexanderfest. Sinfonia für Orchester RISM ID: 469226900
- Concerto in c-Moll für Cembalo, Orchester und B.C. RISM ID: 469285200
- Concerto in B-Dur für Cembalo und Streicher RISM ID: 456015451
- Concerto in A-Dur für Cembalo und Streicher RISM ID: 452026045
- Sonata in F-Dur für Cembalo RISM ID: 469435300
- Variationen in f-Moll für Cembalo RISM ID: 469435200
- Solo für Cembalo RISM ID: 990041576
- Fuge in g-Moll für Orgel RISM ID: 452024105
- Triosonaten für Orgel
  - Nr. 1 in G-Dur RISM ID: 455031019
  - Nr. 2 in G-Dur RISM ID: 455031020
  - Nr. 3 in g-Moll RISM ID: 455031021
  - Nr. 4 in A-Dur RISM ID: 455031022
  - Nr. 5 Ein feste Burg ist unser Gott in C-Dur RISM ID: 455031023
  - Nr. 6 Wer nur den lieben Gott lässt walten in a-Moll RISM ID: 455031024, RISM ID: 452024106
  - Nr. 7 Jesu der du meine Seele in F-Dur RISM ID: 455031025
- Freu dich sehr o meine Seele. Choralvorspiel für Orgel RISM ID: 452010583
- Wer nur den lieben Gott läßt walten. Choralvorspiel in c-Moll für Orgel RISM ID: 452010584
- Wie schön leuchtet der Morgenstern. Choralvorspiel für Orgel RISM ID: 452010585
- Auf mein Herz und du mein ganzer Sinn. Choralvorspiel für Orgel RISM ID: 452010586
- Wachet auf ruft uns die Stimme. Choralvorspiel für Orgel RISM ID: 452010587
- Vater unser im Himmelreich. Choralvorspiel für Orgel RISM ID: 452010588
- Nun freut euch lieben Christen gemein. Choralvorspiel für Orgel RISM ID: 452010589

Lehrwerke:
- A favourite lesson for the harpsichord or organ RISM ID: 990041577

## Aufnahmen/Tonträger
- Friedrich Christian Samuel Mohrheim: Cantatas & Arias (Der Herr ist mit mir; Uns ist ein Kind geboren; Ehre sey Gott in der Hoehe; Tochter des Himmels; Auserwählte Schar; Der Herr ist Gott, der uns erleuchtet). Siri Karoline Thornhill, Franziska Gottwald, Virgil Hartinger, Stephan MacLeod, Goldberg Vocal Ensemble, Goldberg Baroque Ensemble, Andrzej Szadejko (Dir.). Musikproduktion Dabringhaus & Grimm 2022, MDG 902 2254-6 (Musica Baltica 10).[5]